# Restigouche (circonscription fédérale)
Pour les articles homonymes, voir Ristigouche.
Restigouche était une circonscription électorale fédérale du Nouveau-Brunswick, Canada, dont le représentant a siégé à la Chambre des communes de 1867 à 1914 et de 1966 à 1989.

## Histoire
Cette circonscription a été créée par l'Acte de l'Amérique du Nord britannique en 1867 et correspondait au Comté de Restigouche. Elle faisait partie des 15 circonscriptions fédérales originelles et fut abolie en 1914 lorsqu'elle fusionna avec le Comté de Madawaska pour donner naissance à la nouvelle circonscription du Restigouche—Madawaska.
La circonscription a été recréée de 1966 à 1989 et s'étendait au Comté de Restigouche et à la Paroisse de Beresford provenant du Comté de Gloucester. Son nom a ensuite été changé en Restigouche—Chaleur.

## Liste des députés successifs
Cette circonscription fut représentée par les députés suivants :
|     | Législature | Date élection     | Député                  | Profession              | Parti                     |
| --- | ----------- | ----------------- | ----------------------- | ----------------------- | ------------------------- |
|     | 1re         | 7 août 1867       | John McMillan           | Marchand                | Libéral                   |
|     | ¹           | 13 mars 1868      | William Murray Caldwell | Marchand                | Libéral                   |
|     | ²           | 29 novembre 1870  | George Moffat           | Marchand                | Conservateur              |
|     | 2e          | 20 juillet 1872   | George Moffat           | Marchand                | Conservateur              |
|     | 3e          | 22 janvier 1874   | George Moffat           | Marchand                | Conservateur              |
|     | ³           | 12 janvier 1878   | George Haddow           | Marchand                | Indépendant               |
|     | 4e          | 17 septembre 1878 | George Haddow           | Marchand                | Indépendant               |
|     | 5e          | 20 juin 1882      | Robert Moffat           | Marchand                | Conservateur              |
|     | 6e          | 22 février 1887   | Robert Moffat           | Marchand                | Conservateur              |
|     | ⁴           | 21 mai 1887       | George Moffat           | Marchand                | Conservateur              |
|     | 7e          | 5 mars 1891       | John McAlister          | Avocat                  | Libéral-conservateur      |
|     | 8e          | 23 juin 1896      | John McAlister          | Avocat                  | Libéral-conservateur      |
|     | 9e          | 7 novembre 1900   | James Reid              | Marchand                | Libéral                   |
|     | 10e         | 3 novembre 1904   | James Reid              | Marchand                | Libéral                   |
|     | 11e         | 26 octobre 1908   | James Reid              | Marchand                | Libéral                   |
|     | 12e         | 21 septembre 1911 | James Reid              | Marchand                | Libéral                   |
| --- | ---         | ---               | ---                     | ---                     |                           |
|     | 28e         | 25 juin 1968      | Jean-Eudes Dubé         | Avocat                  | Libéral                   |
|     | 29e         | 30 octobre 1972   | Jean-Eudes Dubé         | Avocat                  | Libéral                   |
|     | 30e         | 8 juillet 1974    | Jean-Eudes Dubé         | Avocat                  | Libéral                   |
|     | ⁵           | 14 octobre 1975   | Maurice Harquail        | Estimateur d'assurances | Libéral                   |
|     | 31e         | 22 mai 1979       | Maurice Harquail        | Estimateur d'assurances | Libéral                   |
|     | 32e         | 18 février 1980   | Maurice Harquail        | Estimateur d'assurances | Libéral                   |
|     | 33e         | 4 septembre 1984  | Albert Girard           | Homme d'affaires        | Progressiste-conservateur |
|     | 34e         | 21 novembre 1988  | Guy Arsenault           | Instituteur             | Libéral                   |

¹ Élection partielle à la suite de la nomination de M. McMillan au poste d'inspecteur des bureaux de poste au Nouveau-Brunswick
² Élection partielle à la suite du décès de M. Caldwell
³ Élection partielle à la suite de la démission de M. Moffat en décembre 1877
⁴ Élection partielle à la suite du décès de Robert Moffat le 25 avril 1887
⁵ Élection partielle à la suite de la démission de M. Dubé